# Elizabeth City
Elizabeth City is een plaats (city) in de Amerikaanse staat North Carolina, en valt bestuurlijk gezien onder Camden County en Pasquotank County. Nabij deze plaats vond op 10 februari 1862 de Slag bij Elizabeth City plaats.

## Demografie
Bij de volkstelling in 2000 werd het aantal inwoners vastgesteld op 17.188.
In 2006 is het aantal inwoners door het United States Census Bureau geschat op 19.056, een stijging van 1868 (10.9%).

### Geboren
- Edward Snowden (1983), klokkenluider

## Geografie
Volgens het United States Census Bureau beslaat de plaats een oppervlakte van
24,7 km², waarvan 23,1 km² land en 1,6 km² water. Elizabeth City ligt op ongeveer 1 m boven zeeniveau.

## Plaatsen in de nabije omgeving
De onderstaande figuur toont nabijgelegen plaatsen in een straal van 44 km rond Elizabeth City.